# دیار المحرق
دیارمهیرغ یک مجمع‌الجزایر در بحرین است که در خلیج فارس واقع شده‌است.